# 1943
1943 (MCMXLIII) a fost un an obișnuit al calendarului gregorian, care a început într-o zi de vineri.

## Evenimente

### Ianuarie
- 12-23 ianuarie: Al Doilea Război Mondial: Conferința de la Casablanca. Roosevelt și Churchill se întâlnesc în Casablanca, Maroc, printre altele au formulat o cerere despre o posibilă capitulare necondiționată a Germaniei.
- 15 ianuarie: Mihai Antonescu, viceprim-ministru și ministru de externe al României, propune omologului său italian, contele Galeazzo Ciano, ieșirea simultană din război a Italiei, României și Ungariei. Propunerea va fi repetată în vara aceluiași an, fără rezultate.
- 16 ianuarie: Al Doilea Război Mondial: URSS întoarce drepturile de cetățenie ale polonezilor încă ținuți în URSS, pretinzând că polonezii i-au trădat când Anders și-a condus armata în afara URSS.
- 23 ianuarie: Al Doilea Război Mondial: Forțele britanice capturează orașul Tripoli de la naziști.

N

### Martie
- 25 martie: Al Doilea Război Mondial: În Sterdyn, SS execută 47 de fermieri polonezi și deportează 140 către lagăre de concentrare pentru delictul de la Judenherbergerung sau ajutorarea unor evrei.
- 29 martie: Al Doilea Război Mondial: Revista Life se dedică detalierii Cooperării sovieto-americane, descriind NKVD ca fiind similar FBI, încercând să aresteze trădătorii statului.

### Aprilie
- 12 aprilie: Al Doilea Război Mondial: Întâlnirea dintre conducătorul statului român, mareșalul Ion Antonescu, și Adolf Hitler, la castelul Klessheim. Hitler îi cere lui Antonescu să înceteze orice tatonări de pace cu puterile antifasciste.
- 13 aprilie: Al Doilea Război Mondial. Naziștii anunță descoperirea unui mormânt imens al soldaților de război polonezi în pădurea din apropiere de Katyn.
- 19 aprilie: Al Doilea Război Mondial: Revolta din ghetoul Varșoviei. Aproximativ 600 - 1.200 evrei ușor armați înfruntă armata de 2.100 soldați germani. Miliția poloneză aprovizionează evreii cu 90 pistoale, 600 grenade și explozibili.
- 23 aprilie: Al Doilea Război Mondial: Naționaliștii ucraineni incendiază satul Zabara și execută 750 de locuitori.
- 26 aprilie: Al Doilea Război Mondial: URSS rupe relațiile de amiciție cu polonezii din teritoriu, în urma cererii trimise către Crucea Roșie de investigare a cadavrelor de la Katyn. Stalin pregătește un grup polonez pro-sovietic, anticipând preluarea puterii în Polonia.
- 28 - 30 aprilie: Al Doilea Război Mondial: Comisia internațională delegată cazului, vizitează Katyn și concluzionează că victimele fuseseră împușcate cu trei ani în urmă de către sovietici.

### Mai
- 3 mai: Al Doilea Război Mondial: Guvernul SUA încearcă să discrediteze verdictul comisiei trimise la Katyn pentru a-și îmbunătăți relațiile cu Stalin și recomandă posturilor radio poloneze să o "lase mai moale" despre Katyn și crimele sovieticilor.
- 8 mai: Al Doilea Război Mondial: Partizani evrei (Brigăzile Pobieda și Bielski) în colaborare cu trupele sovietice jefuiesc și ucid 128 de locuitori ai satului Naliboki.
- 13 mai: Al Doilea Război Mondial: Lipsită de sprijin eficient de la Berlin, armata germană din Africa de Nord (Afrika Corps) sub conducerea mareșalul Erwin Rommel, capitulează în fața aliaților.
- 16 mai: Al Doilea Război Mondial: Revolta din ghetoul Varșoviei este suprimată de către forțele SS. 7.000 de evrei mor și 7.000 sunt duși la Treblinka. Aproape 10.000 de evrei evadează din ghetou, dar o treime este vânată și ucisă. 300 de ostași germani sunt omorâți în timpul revoltei.
- 24 mai: Al Doilea Război Mondial: Josef Mengele devine ofițerul șef medical la Auschwitz.

### Iunie

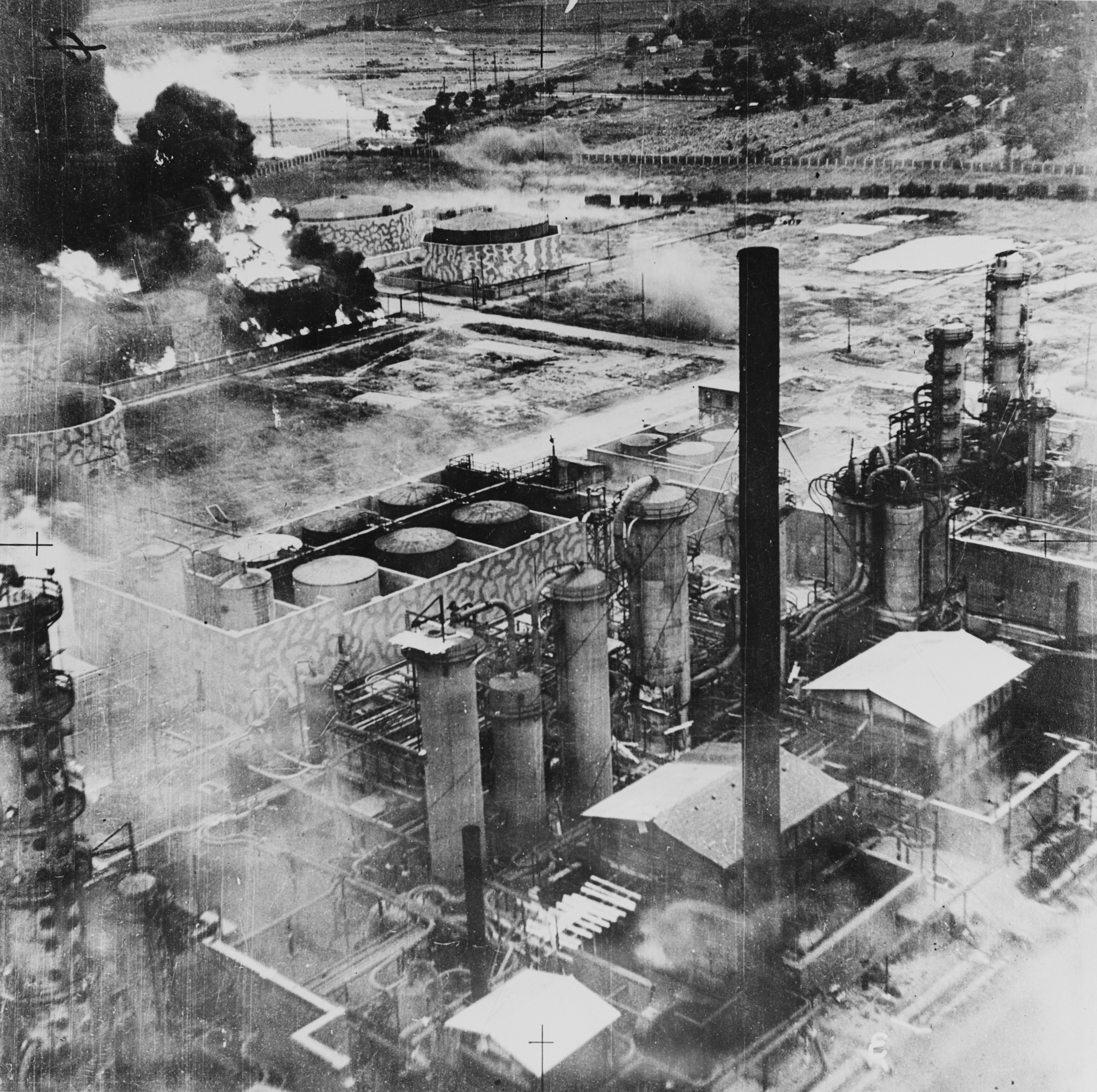
1 august: Operațiunea Tidal Wave. Ploieștiul este bombardat pentru prima dată de către aviația americană.

- 11 iunie: Al Doilea Război Mondial: Himmler ordonă lichidarea ghetourilor evreiești din Polonia.
- 27 iunie: A fost inaugurat, în Cișmigiu, ansamblul de statui "Rondul Român", reprezentând busturile unor scriitori de seamă ai literaturii române.
- 30 iunie: Al Doilea Război Mondial: Generalul Stefan Rowecki, comandant al AK, este arestat în Varșovia de către Gestapo. El va refuza colaborarea cu naziștii și va fi executat în 1944. Înlocuitorul său va fi generalul Bor-Komorowski.

### Iulie
- 5 iulie - 23 august: Al Doilea Război Mondial: Bătălia de la Kursk. Asalt german asupra unei redute din jurul orașului Kursk, Rusia. A fost cea mai mare bătălie de tancuri (în jur de 6000), încheiată cu sfârșitul ofensivei germane pe frontul de est.
- 5 iulie: Generalul polonez, Władysław Sikorski, moare într-un accident de avion în afara coastei Gibraltarului. Mulți suspectează un sabotaj din partea URSS.
- 10 iulie: Al Doilea Război Mondial: Forțele aliate aterizează în Sicilia.
- 12 iulie: Al Doilea Război Mondial: Poliția și armata germană ucid toți cei 200 de locuitori din Michniow, inclusiv bebeluși și femei gravide, într-o încercare de-a stârpi sentimentul patriotic polonez.
- 19 iulie: Al Doilea Război Mondial: Roma este bombardată de Aliați pentru prima dată de la începutul războiului.
- 25 iulie: Victor Emanuel al III-lea, regele Italiei îl destituie pe Mussolini.

### August
- 1 august: Operațiunea Tidal Wave: Ploieștiul este bombardat pentru prima dată de către aviația americană.
- 9 august: Al Doilea Război Mondial: Forțele Naționale Armate (NSZ), un grup polonez luptând atât împotriva naziștilor, cât și a comuniștilor, ucid 26 de polonezi partizani ai Gărzii Poporului, care se aliaseră cu sovieticii.
- 17 august: Al Doilea Război Mondial: Marea Britanie lansează un atac aerian de proporții asupra programului german de rachete de la Peenemunde, mulțumită rapoartelor miliției poloneze.
- 24 august: Al Doilea Război Mondial: Polonezii din Londra propun eliberarea din lagăr în timpul raidurilor aeriene asupra fabricilor germane din Silesia.
- 30 august: Al Doilea Război Mondial: Polonezii din Wola Ostrowiecka sunt adunați de către naționaliștii ucraineni. Bărbații sunt împușcați la zid, iar femeile și copiii sunt închiși într-o școală în care vor arunca cu grenade. 550 de persoane sunt ucise și 220 de copii.

### Noiembrie
- 28 noiembrie: Al Doilea Război Mondial: Roosevelt, Churchill și Stalin se întâlnesc la Teheran și decid în mod secret ca Linia Curzon să rămână granița de după război a Poloniei. Guvernul Poloniei aflat în exil nu este informat.

### Decembrie
- 3 decembrie: Al Doilea Război Mondial: În Varșovia, SS și Gestapo execută în public o sută de muncitori ai rutei de tramvaie din pricina unui act de sabotaj.
- 9 decembrie: Al Doilea Război Mondial: Miliția poloneză execută două persoane pentru trădarea evreilor către Gestapo și pentru denunțarea polonezilor ce-au adăpostit evrei.
- 25 decembrie: Al Doilea Război Mondial: Sunt parașutati în România trei ofițeri aliați: Ivor Porter, Silviu Mețianu și Alfred de Chastelain , în cadrul operațiunii "Autonomous". Ei devin prizonierii Jandarmeriei Române. (Vezi Constantin Tobescu și Constantin C. Roșescu).
- 31 decembrie: Al Doilea Război Mondial: Germanii ard de vii 59 de locuitori polonezi într-un grânar din Karpiowak, ca represalii pentru activități anti-naziste.

### Nedatate
- ianuarie: Al Doilea Război Mondial: AK lansează 514 de atacuri asupra a diverse obiective ocupate de Germania. În primele patru luni din 1943, miliția poloneză administrează microbi de febră tifoidală și diverse otrăvuri la 600 germani.
- iunie: Al Doilea Război Mondial: Prima Divizie de infanterie poloneză, Divizia Tadeusz Kosciuszko, este formată în URSS sub comanda generalului Zygmunt Berling, care dezertase din armata lui Anders. Polonezii eliberați de URSS, nu ajunseseră în armata lui Anders, vor forma I-a, a II-a, a III-a si a IV-a armii poloneze. Aproape 20.000 de polonezi vor lupta sub comanda trupelor sovietice.
- Libanul își câștigă independența față de Franța.
- Președintele american Franklin D. Roosevelt, premierul britanic Winston Churchill și liderul chinez Chiang Kai-Shek se întâlnesc la Cairo pentru a pune la punct un plan de înfrângere a Japoniei.

## Arte, științe, literatură și filozofie
- C. Rădulescu-Motru publică Lecții de logică; Logica genetică; Metodologia; Teoria cunoștinței.
- P.P. Negulescu publică Destinul omenirii, volumul III.

## Nașteri

### Ianuarie

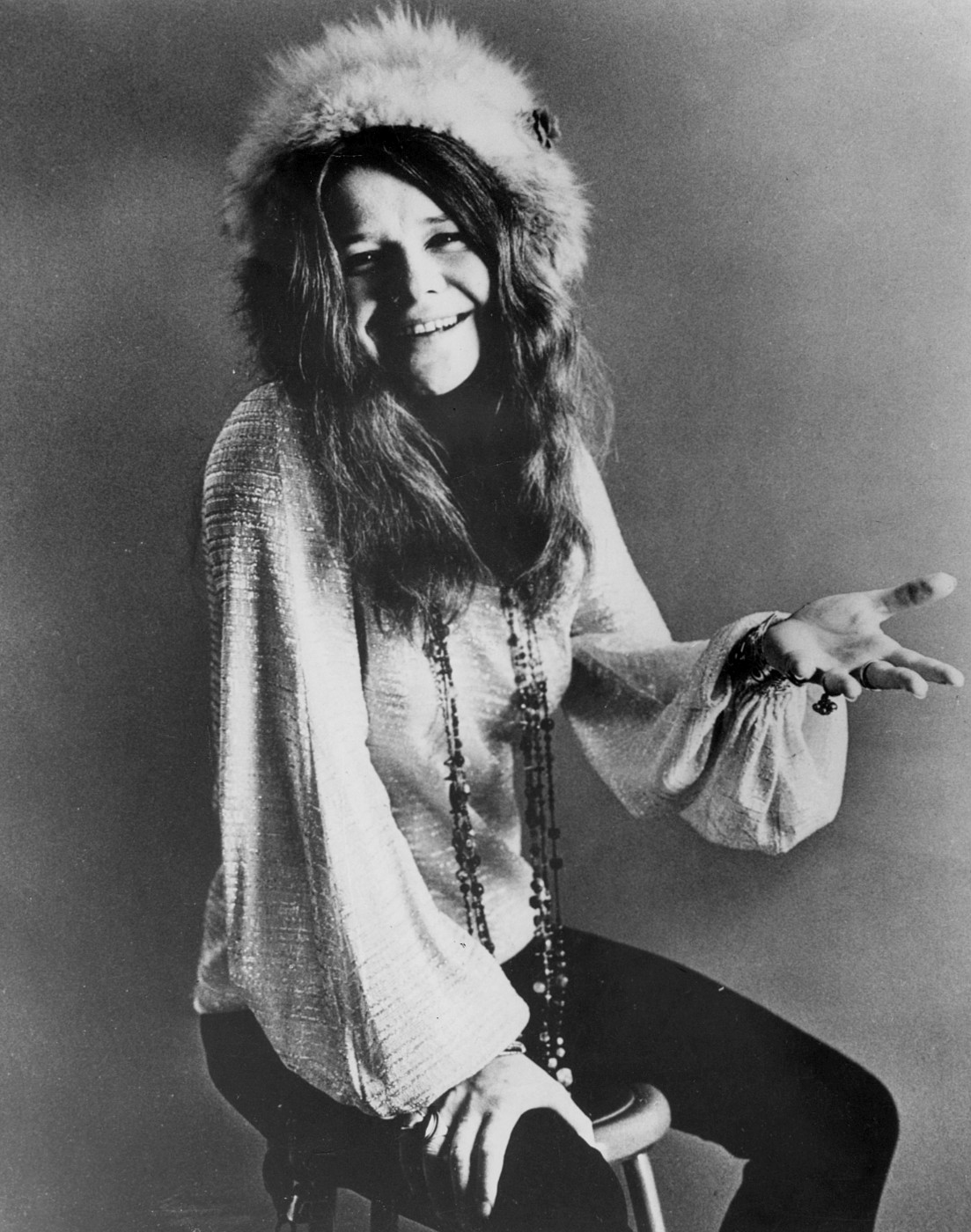
Janis Joplin, cântăreață, compozitoare și textieră americană
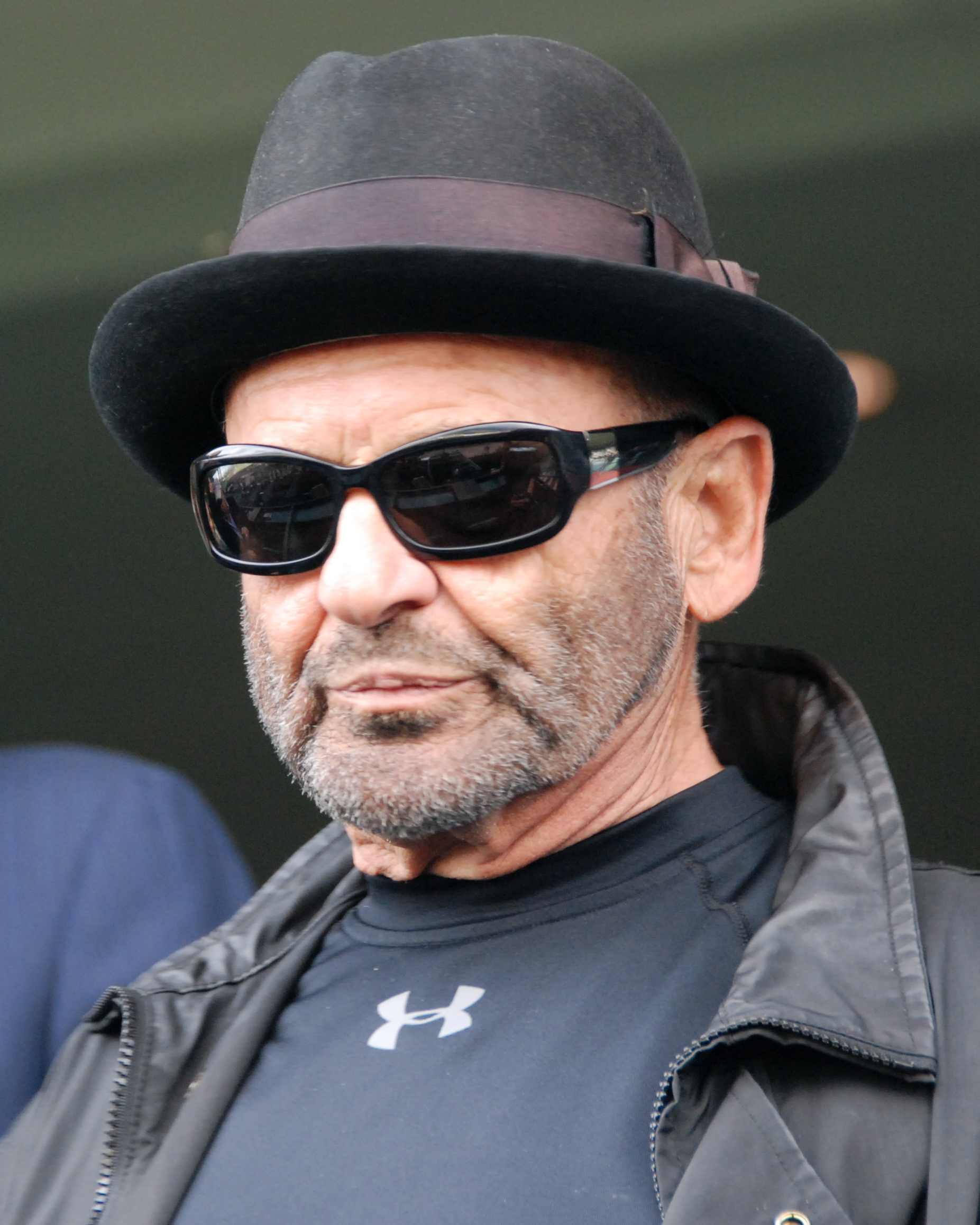
Joe Pesci, actor american de origine italiană
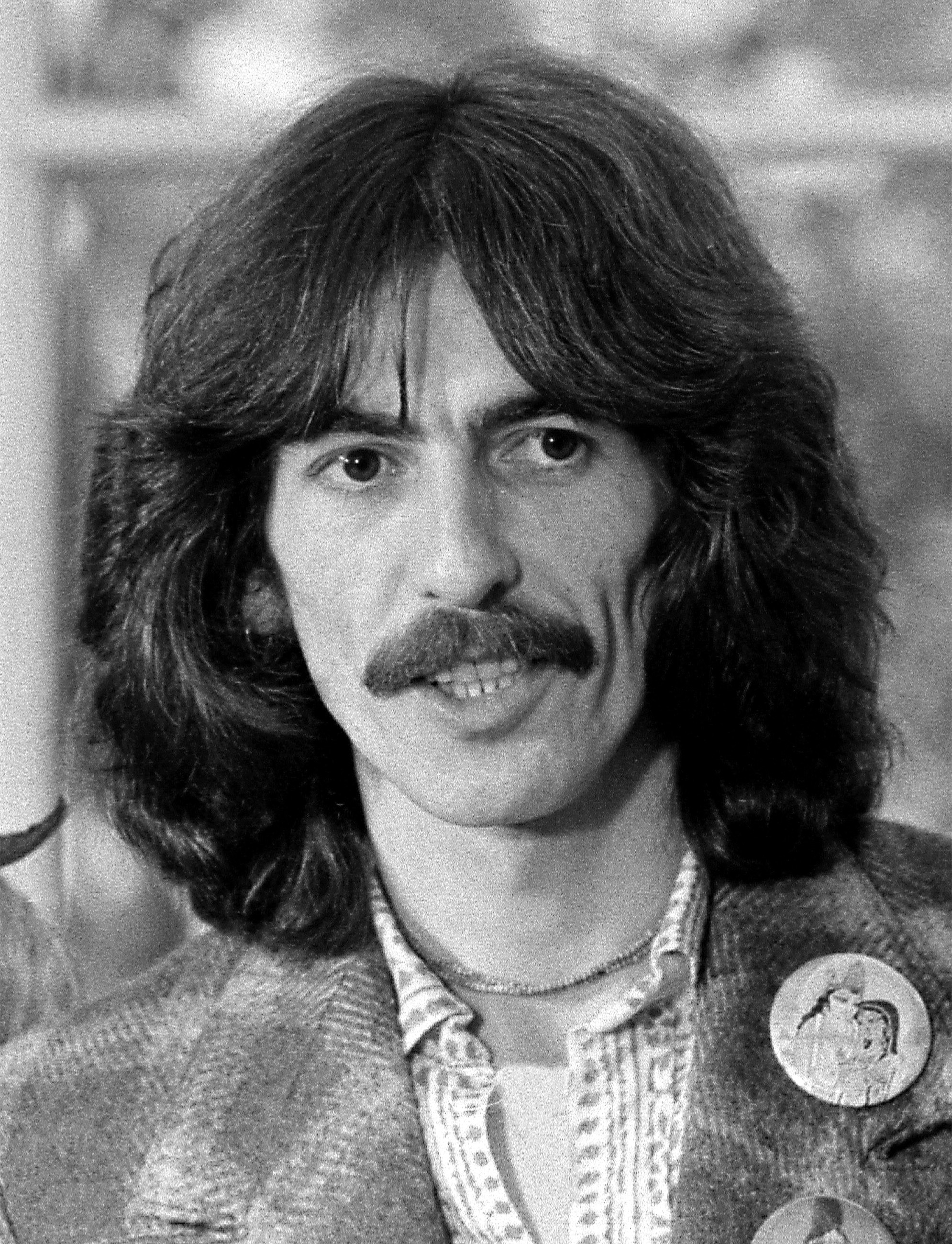
George Harrison, cântăreț, chitarist și compozitor britanic (The Beatles)
Dan Horia Mazilu, autor, critic literar, estetician și istoric literar român

- 4 ianuarie: Hwang Sok-yong, scriitor sud-coreean
- 6 ianuarie: Paolo Pastorelli, politician italian (d. 2013)
- 6 ianuarie: Pál Reizer, preot catolic român (d. 2002)
- 7 ianuarie: Delia Steinberg Guzmán, scriitoare argentiniană
- 7 ianuarie: Sadako Sasaki, supraviețuitoare a bombardamentului atomic de la Hiroshima și artistă de origami, japoneză (d. 1955)
- 10 ianuarie: Petre Străchinaru, politician român
- 11 ianuarie: Eduardo Mendoza i Garriga, scriitor spaniol
- 11 ianuarie: Florin Manolescu, critic, istoric literar și prozator român (d. 2015)
- 14 ianuarie: Ștefan Drăgulescu, politician român
- 14 ianuarie: Mariss Jansons, dirijor leton (d. 2019)
- 14 ianuarie: Shannon Lucid (Shannon Matilda Wells Lucid), astronaut american
- 15 ianuarie: Margaret Beckett, politiciană britanică
- 15 ianuarie: Philip Bushill-Matthews, politician britanic
- 17 ianuarie: René Préval, politician haitian (d. 2017)
- 19 ianuarie: Janis Joplin (Janis Lyn Joplin), cântăreață, compozitoare și textieră americană de muzică rock (d. 1970)
- 21 ianuarie: Kenzo Yokoyama, fotbalist japonez
- 22 ianuarie: Tamás Cseh, cântăreț, compozitor, interpret de muzică pop, maghiar (d. 2009)
- 22 ianuarie: Bogusław Kierc, actor polonez
- 25 ianuarie: Fernando Pérez Royo, politician spaniol
- 26 ianuarie: Luiz Carlos Prates, jurnalist și psiholog brazilian
- 26 ianuarie: Constantin Rezachevici, istoric român (d. 2021)
- 28 ianuarie: Florina Cercel, actriță română de teatru și film (d. 2019)
- 29 ianuarie: Tony Blackburn, DJ britanic

### Februarie
- 1 februarie: Elspeth Attwooll, politiciană britanică
- 1 februarie: Anton Calenic, canoișt român
- 3 februarie: Dennis Edwards, cântăreț american (d. 2018)
- 4 februarie: Sigitas Geda, scriitor lituanian (d. 2008)
- 9 februarie: Joe Pesci (Joseph Frank Pesci), actor american de etnie italiană
- 9 februarie: Soth Polin, scriitor cambodgian
- 11 februarie: Win Griffiths (Winston James Griffiths), politician britanic
- 12 februarie: Roy Perry, politician britanic
- 13 februarie: Douglas Geoffrey Rowell, preot britanic (d. 2017)
- 15 februarie: Imre Oravecz, poet maghiar
- 17 februarie: Liviu Suhar, pictor român
- 20 februarie: Constantin Petolescu, istoric român, membru corespondent al Academiei Române
- 22 februarie: Eduard Limonov, scriitor rus (d. 2020)
- 23 februarie: Alexandru Mânzală, politician român
- 24 februarie: Terry Semel, om de afaceri american
- 25 februarie: George Harrison, cântăreț, chitarist și compozitor britanic (The Beatles), (d. 2001)
- 26 februarie: Charles P. Thacker, informatician american (d. 2017)
- 27 februarie: Carlos Alberto Parreira, fotbalist brazilian

### Martie
- 1 martie: Rașid Siuneaev, astronom rus
- 2 martie: Peter Straub, scriitor american (d. 2022)
- 3 martie: Thierry de Montbrial, economist francez
- 3 martie: Ștefan Tudor, canotor român
- 8 martie: Valerio Massimo Manfredi, arheolog și scriitor italian
- 9 martie: Bobby Fischer, jucător american de șah (d. 2008)
- 13 martie: Constantin Năstăsescu, matematician român
- 14 martie: Rodica Mandache, actriță română
- 15 martie: Aron Belașcu, politician român
- 17 martie: Tony Newman, baterist englez (T. Rex)
- 19 martie: Mario J. Molina, chimist mexican
- 20 martie: Marius Robescu, poet român (d. 1985)
- 21 martie: Andreas, Prinț de Saxa-Coburg și Gotha (d.2025)
- 22 martie: Aculina Strașnei, pictor român (d. 2013)
- 23 martie: Winston Groom, scriitor american
- 24 martie: Hilde Lauer, canoistă română
- 27 martie: Nicolae Pescaru, fotbalist român (d. 2019)
- 28 martie: Conchata Ferrell, actriță americană (d. 2020)
- 29 martie: Sorin Aristotel Avram, fotbalist român (atacant), (d. 2015)
- 29 martie: Vangelis (n. Evangelos Odysseus Papathanassiou), muzician grec
- 31 martie: Christopher Walken, actor american

### Aprilie
- 1 aprilie: Mario Botta, arhitect elvețian
- 1 aprilie: Ulla Sandbæk, politiciană daneză
- 2 aprilie: Cornel Pavlovici, fotbalist român (atacant), (d. 2013)
- 2 aprilie: Nicolae Ursulescu, istoric român
- 4 aprilie: Gheorghe Bunduc, politician român
- 5 aprilie: Miet Smet, politiciană belgiană (d.2024)
- 7 aprilie: Mircea Daneliuc, actor, dramaturg, regizor, scenarist și prozator român
- 8 aprilie: Martin Hilský, profesor universitar și traducător ceh
- 12 aprilie: Luis Yañez-Barnuevo, politician spaniol
- 14 aprilie: Csaba Fenyvesi, scrimer maghiar (d. 2015)
- 15 aprilie: Pinar Kür, scriitoare turcă (d.2025)
- 18 aprilie: József Aradi, jurnalist român de etnie maghiară
- 18 aprilie: Tadao Onishi, fotbalist japonez (d. 2006)
- 20 aprilie: Dan Horia Mazilu, autor, critic literar, estetician și istoric literar român, membru al Academiei Române (d. 2008)
- 21 aprilie: Philippe Séguin, politician francez (d. 2010)
- 22 aprilie: Louise Glück, poetă și eseistă americană, laureată a Premiului Nobel (2020) (d.2023)
- 24 aprilie: Florin Medeleț, istoric român (d. 2005)
- 24 aprilie: George William Vella, politician maltez
- 27 aprilie: Helmut Marko, pilot austriac de Formula 1
- 28 aprilie: Augustin Costinescu, pictor român
- 28 aprilie: Gérard Majax, artist francez

### Mai
- 2 mai: Teruo Nimura, fotbalist japonez
- 6 mai: Andreas Baader, terorist german (d. 1977)
- 6 mai: Mike Ratledge, compozitor britanic (d.2025)
- 6 mai: Ion Aurel Stoica, politician român (d. 1994)
- 6 mai: Laurențiu Ulici, scriitor român (d. 2001)
- 7 mai: Peter Carey (Peter Philip Carey), scriitor australian
- 15 mai: Alan Rollinson, pilot britanic de Formula 1 (d. 2019)
- 16 mai: Eugen Durbacă, politician român
- 18 mai: Jimmy Snuka, wrestler american (d. 2017)
- 21 mai: Irina Dîmnikova, fiziciană poloneză
- 21 mai: Dumitru Pricop, jurnalist român (d. 2007)
- 22 mai: Gesine Schwan, politologă și politiciană germană
- 24 mai: Marcel Pigulea, fotbalist român
- 29 mai: Ion Ciubuc, politician din R. Moldova (d. 2018)
- 29 mai: Fernando Fernández Martín, politician spaniol

### Iunie
- 6 iunie: Richard Smalley, chimist american (d. 2005)
- 9 iunie: Joe William Haldeman, scriitor american de literatură SF
- 11 iunie: Grigore Arbore, poet și publicist român
- 12 iunie: Marin Diaconescu, politician român (d. 2020)
- 14 iunie: John Miles, pilot britanic de Formula 1 (d. 2018)
- 15 iunie: Francisca Băltăceanu, filologă română
- 16 iunie: Ioan Godea, etnolog, muzeograf și folclorist român (d. 2014)
- 16 iunie: Dagmar Lassander, actriță germană
- 18 iunie: Raffaella Carrà (n. Raffaella Roberta Pelloni), cântăreață și actriță italiană (d. 2021)
- 21 iunie: Salomé (María Rosa Marco Poquet), cântăreață spaniolă
- 21 iunie: Andrei Șerban, regizor român de teatru și operă
- 22 iunie: George Banu, scriitor francez (d. 2023)
- 22 iunie: John Michael Kosterlitz, fizician britanic, laureat al Premiului Nobel (2016)

### Iulie

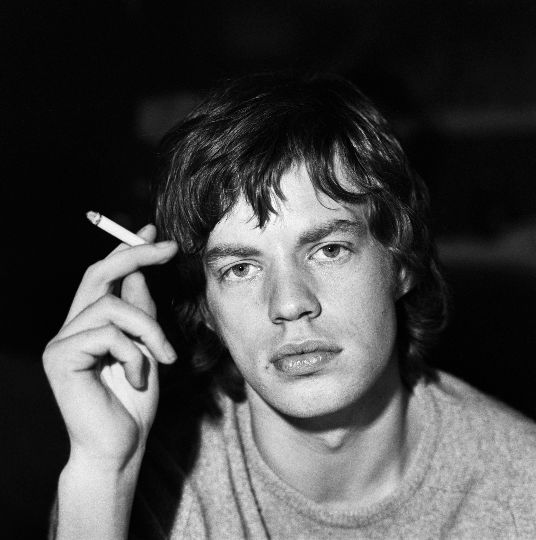
Mick Jagger, cântăreț, compozitor, actor, producător de film și om de afaceri britanic (Rolling Stones)
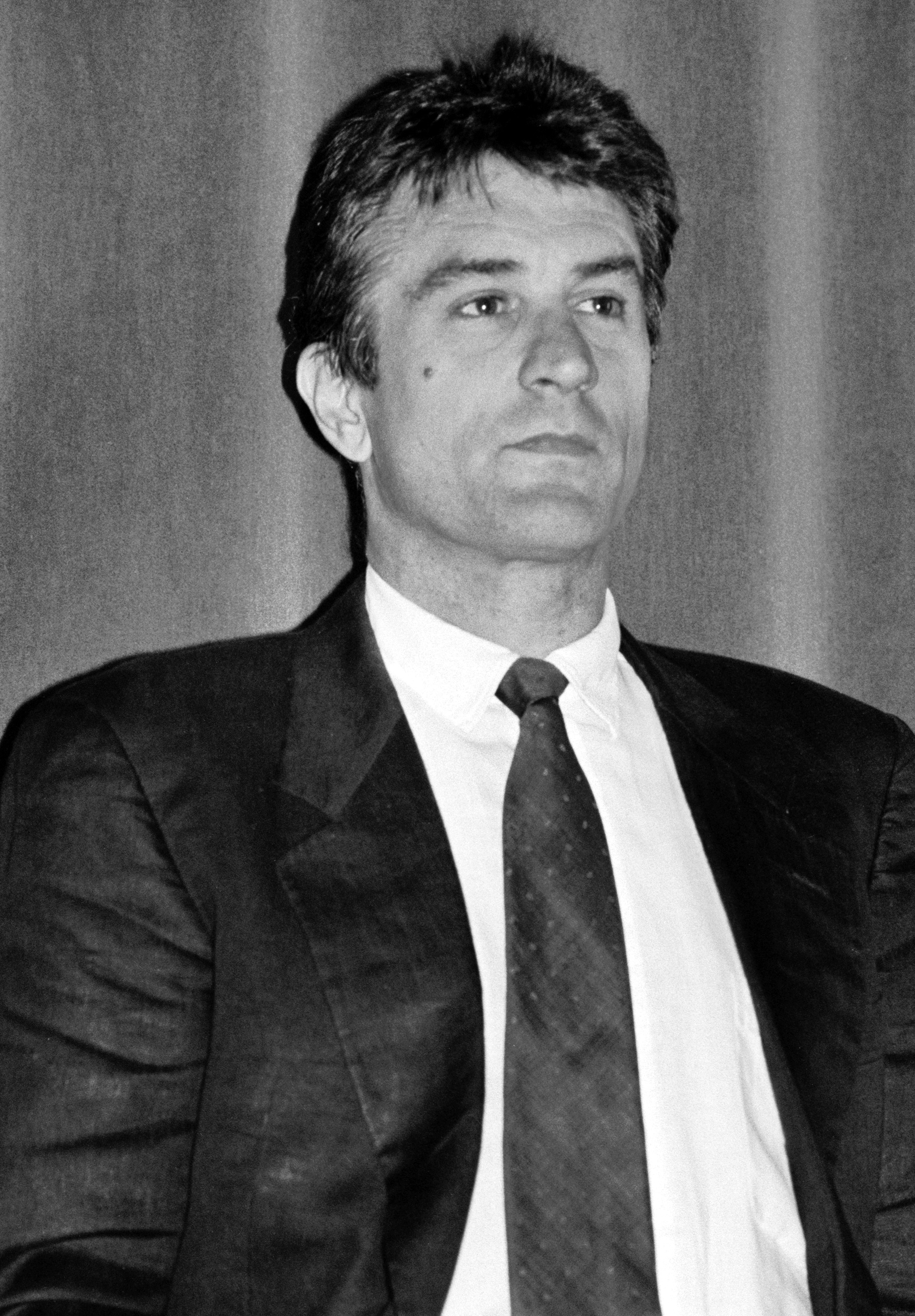
Robert De Niro, actor, regizor și producător de film american
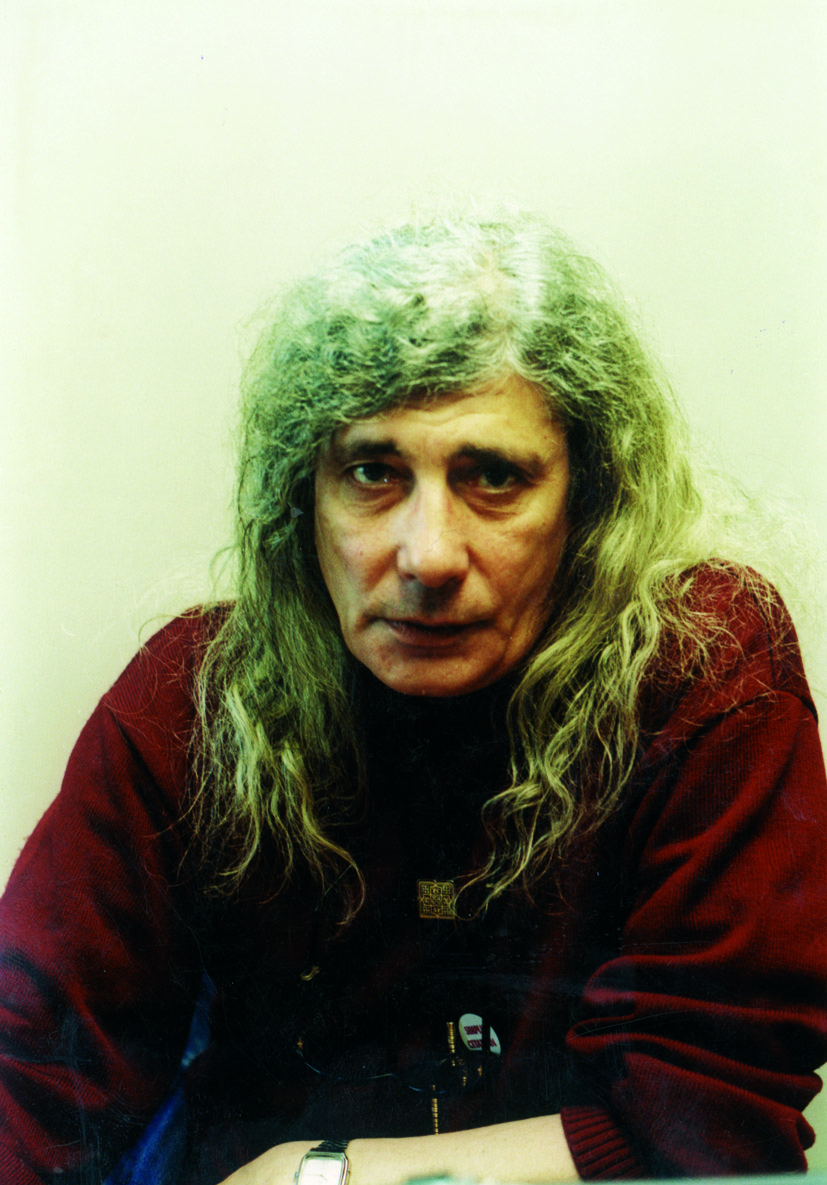
Florian Pittiș, actor de teatru, regizor, traducător și cântăreț român
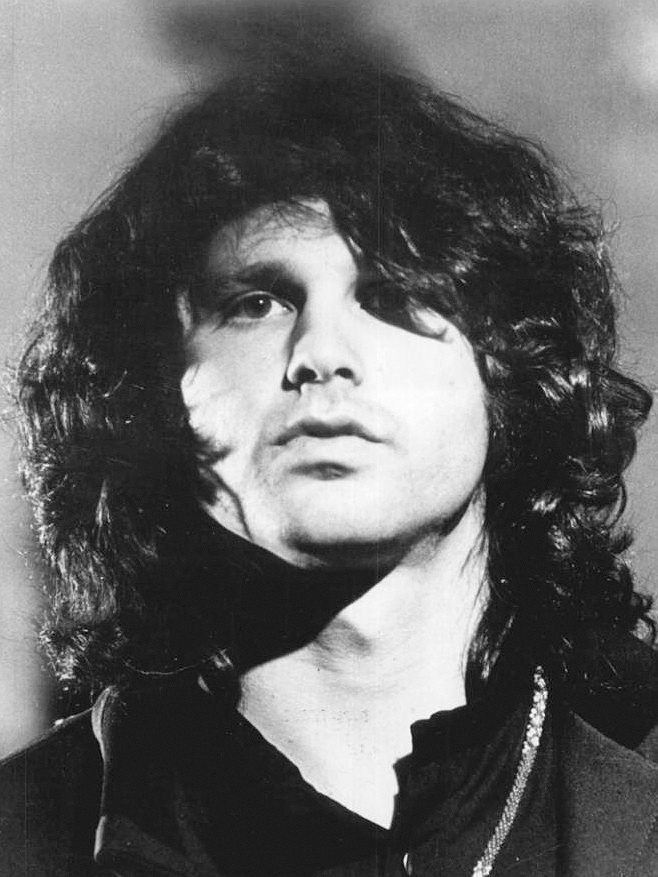
Jim Morrison, cântăreț, compozitor și textier american (The Doors)

- 3 iulie: Vito Bonsignore, politician italian
- 7 iulie: Toto Cutugno (n. Salvatore Cutugno), muzician italian (d.2023)
- 7 iulie: Nicolae Noica, politician român
- 8 iulie: Bent Andersen, politician danez
- 9 iulie: Margareta Pâslaru, cântăreață română de muzică ușoară
- 9 iulie: Mihai Stan, prozator, critic literar, istoric, publicist și editor român
- 11 iulie: Richard Cottrell, politician britanic
- 11 iulie: Luciano Onder, jurnalist italian și om de televiziune
- 12 iulie: Radu F. Alexandru, dramaturg și politician român
- 14 iulie: Hans Joachim Alpers, scriitor german (d. 2011)
- 15 iulie: Jocelyn Bell Burnell, astronomă britanică
- 15 iulie: Dorin Teodorescu, solist român de operetă (tenor), (d. 1999)
- 18 iulie: Victor Pușcaș, politician din R. Moldova (d. 2023)
- 19 iulie: Thomas Sargent, economist american
- 20 iulie: Chris Amon, pilot neozeelandez de Formula 1 (d. 2016)
- 20 iulie: Linda Crockett, romancieră americană
- 20 iulie: Adrian Păunescu, jurnalist, fondator de reviste, poet, publicist și politician român (d. 2010)
- 21 iulie: Henry McCullough, muzician britanic (d. 2016)
- 21 iulie: Aurel Sasu, critic și istoric literar, eseist, traducător și cadru didactic universitar (d. 2018)
- 23 iulie: Paolo Costa, politician italian
- 24 iulie: Cristiana Nicolae, regizoare română de film
- 26 iulie: Mick Jagger (Michael Phillip Jagger), cântăreț, compozitor, actor, producător de film și om de afaceri britanic (Rolling Stones)
- 28 iulie: Constantin Ciocan, ciclist român
- 29 iulie: Emanuel Babici, politician român
- 30 iulie: Giovanni Goria, politician italian (d. 1994)

### August
- 1 august: Geoff Britton (Geoffrey Britton), muzician britanic
- 1 august: Eugen-Marius Constantinescu, politician român
- 2 august: Galîna Berejna, traducătoare ucraineană
- 2 august: Stere Gulea, regizor român de film
- 3 august: Cornel Ungureanu, critic literar român
- 4 august: Mariana Bezdadea, politiciană română
- 4 august: Daniel Stroz, scriitor ceh
- 6 august: Dan Grigore, pianist român
- 6 august: Jean-Charles Marchiani, politician francez
- 8 august: James F. Dunnigan (Jim F. Dunnigan), autor, analist militar-politic american
- 9 august: Lorenzo Sanz, fotbalist spaniol (d. 2020)
- 10 august: Ronnie Spector, cântăreață americană (d. 2022)
- 13 august: Gérard Deprez, politician belgian
- 15 august: Mihai Curagău, actor din R. Moldova (d. 2016)
- 17 august: Robert De Niro, actor american, regizor și producător de film
- 17 august: Nikolai Șmatko, artist ucrainean
- 18 august: Martin Mull, actor american (d.2024)
- 18 august: Gianni Rivera (Giovanni Rivera), fotbalist și europarlamentar italian
- 19 august: Emanoil-Mihail Cernescu, politician român
- 21 august: Bela Nagy, jurnalist român de etnie maghiară
- 21 august: Lucius Shepard, scriitor american (d. 2014)
- 24 august: Mark Cohen, fotograf american
- 24 august: Mircea Iorgulescu, critic, istoric și eseist literar (d. 2011)
- 25 august: Adriana Poli Bortone, politiciană italiană
- 29 august: Arthur Bruce McDonald, fizician canadian, laureat al Premiului Nobel (2015)
- 29 august: Károly Ferenc Szabó, politician român (d. 2011)
- 30 august: Anna Adamis, scriitoare și libretistă maghiară
- 30 august: Wilfried Kuckelkorn, politician german

### Septembrie
- 1 septembrie: Nicolae Roșu, sculptor german
- 4 septembrie: Françoise de Veyrinas, politiciană franceză (d. 2008)
- 12 septembrie: Michael Ondaatje, scriitor canadian
- 13 septembrie: Mircea Ciumara, politician român (d. 2012)
- 16 septembrie: Klaus Werner Grewlich, diplomat german (d. 2012)
- 16 septembrie: Oskar Lafontaine, politician german
- 21 septembrie: Tasin Gemil, politician român
- 22 septembrie: Ionel Valentin Vlad, inginer român (d. 2017)
- 24 septembrie: Claudio Martelli, politician italian
- 26 septembrie: Tim Schenken, pilot australian de Formula 1
- 27 septembrie: Prințul Amedeo, Duce de Aosta, pretendent la șefia Casei de Savoia, familia regală care a condus Italia între 1861 și 1946 (d. 2021)
- 29 septembrie: Lech Wałęsa, președinte al Poloniei (1990-1995), laureat al Premiului Nobel pentru Pace (1983)

### Octombrie
- 1 octombrie: Raymond Langendries, politician belgian
- 2 octombrie: George DiCaprio, scriitor american
- 3 octombrie: Jeremiasz Anchimiuk, arhiepiscop al Bisericii Ortodoxe Poloneze
- 3 octombrie: Jan Mulder, politician din Țările de Jos
- 4 octombrie: Florian Pittiș, actor român de teatru, cântăreț, regizor, traducător și realizator de emisiuni radio din România (d. 2007)
- 6 octombrie: Richard Caborn, politician britanic
- 6 octombrie: Constantin Coroiu, eseist, publicist și critic literar român
- 10 octombrie: Alexander Macmillan, politician britanic
- 11 octombrie: Mircea Stoenescu, fotbalist și antrenor român (d. 2022)
- 12 octombrie: Köbi Kuhn (Jakob Kuhn), fotbalist și antrenor elvețian (d. 2019)
- 13 octombrie: Graham Simpson, chitarist britanic (Roxy Music), (d. 2012)
- 15 octombrie: Gheorghe Ivan, politician român
- 15 octombrie: Mircea Viorel Petescu, fotbalist român (d. 2018)
- 17 octombrie: Catfish Collins (n. Phelps Collins), muzician american (d. 2010)
- 17 octombrie: Margie Sudre, politiciană franceză
- 19 octombrie: Ion Solcanu, istoric român
- 22 octombrie: Jan de Bont, regizor de film neerlandez
- 22 octombrie: Catherine Deneuve (n. Catherine Fabienne Dorléac), actriță franceză de film
- 22 octombrie: Urszula Dudziak, cântăreață poloneză
- 24 octombrie: Theodor Stolojan, politician român
- 25 octombrie: Constantin Moldoveanu, fotbalist român (d. 2013)
- 25 octombrie: Gheorghe Popa, fizician român, rector al Universității „Alexandru Ioan Cuza” din Iași
- 26 octombrie: Victor Spinei, istoric român
- 30 octombrie: Horia Scutaru-Ungureanu, fizician român (d. 2014)

### Noiembrie
- 6 noiembrie: Petre Geambașu, muzician român
- 7 noiembrie: Joni Mitchell (n. Roberta Joan Mitchell), muziciană canadiană
- 7 noiembrie: Michael Spence, economist american
- 8 noiembrie: Martin Stanford Peters, fotbalist englez (d. 2019)
- 10 noiembrie: Radu Ceontea, politician român
- 18 noiembrie: Manuel António Pina, scriitor portughez (d. 2012)
- 20 noiembrie: Mie Hama, actriță japoneză
- 20 noiembrie: Grigore Ilisei, jurnalist român
- 21 noiembrie: Viktor Sideak, scrimer rus
- 22 noiembrie: Billie Jean King, jucătoare americană de tenis
- 24 noiembrie: Alexandrina Cernov, filologă română (d.2024)
- 24 noiembrie: Takaji Mori, fotbalist japonez (d. 2011)
- 25 noiembrie: Maria Carrilho, politiciană portugheză
- 26 noiembrie: Vladimir Fârșirotu, politician român
- 27 noiembrie: Andrew Fluegelman, editor american (d. 1985)
- 28 noiembrie: Jean Marie Beaupuy, politician francez
- 28 noiembrie: Randy Newman, cantautor și compozitor american

### Decembrie
- 1 decembrie: Danny Huwé, jurnalist belgian
- 1 decembrie: Finn Kydland, economist norvegian
- 2 decembrie: Alex Smith, politician britanic
- 3 decembrie: Kiyoshi Tomizawa, fotbalist japonez
- 5 decembrie: Manuel dos Santos, politician portughez
- 5 decembrie: Nicolae Văcăroiu, om politic, prim-ministru al României (1992-1996)
- 8 decembrie: Jim Morrison (James Douglas Morrison), cântăreț, compozitor și textier american (The Doors), (d. 1971)
- 11 decembrie: Alain de Benoist, jurnalist francez
- 15 decembrie: Willi Rothley, politician german
- 15 decembrie: Mihail Vlasov, politician român
- 18 decembrie: Vasile Constantinescu, poet român (d. 2004)
- 18 decembrie: Hanoch Levin, poet israelian (d. 1999)
- 21 decembrie: Masafumi Hara, fotbalist japonez
- 22 decembrie: Danielle Darras, politiciană franceză (d. 2009)
- 23 decembrie: Silvia Sommerlath, soția regelui Carl XVI Gustaf al Suediei, actualul rege al Suediei
- 28 decembrie: Werner Horst Brück, politician român
- 31 decembrie: Ben Kingsley (n. Krishna Pandit Bhanji), actor britanic

## Decese

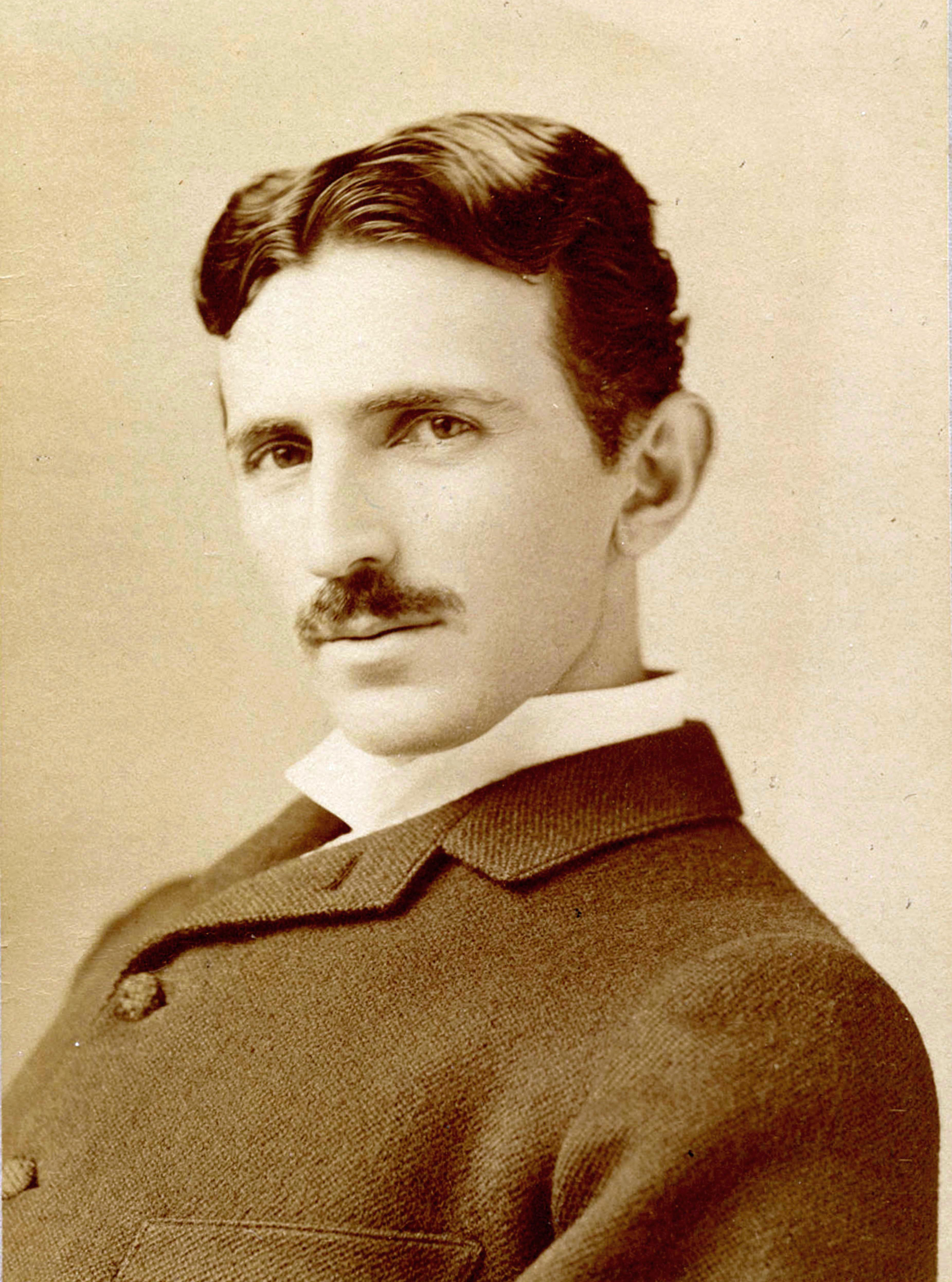
Nikola Tesla, inventator și fizician american de origine sârbă
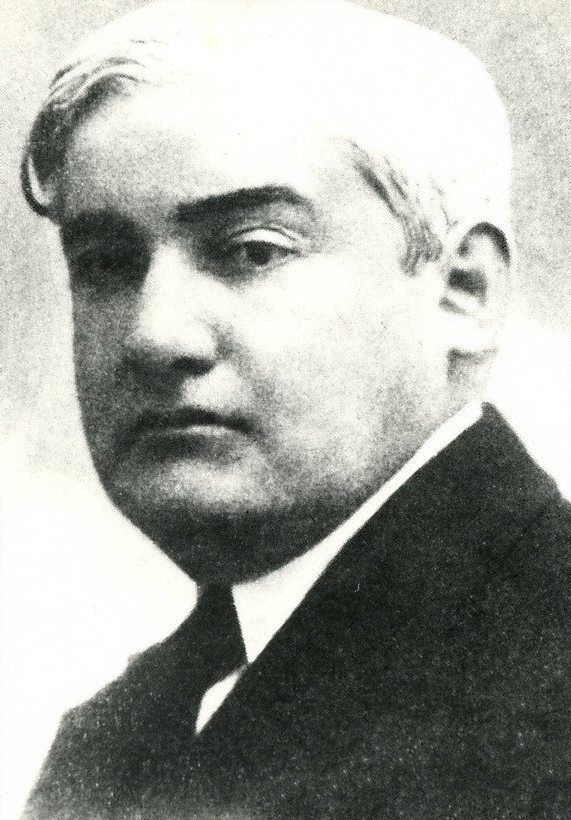
Eugen Lovinescu, critic și istoric literar, teoretician al literaturii și sociolog al culturii, memorialist, dramaturg, romancier și nuvelist român
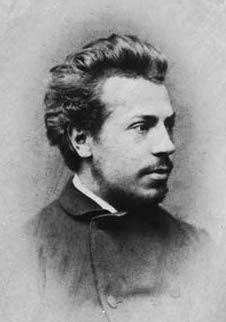
Henrik Pontoppidan, scriitor danez, laureat al Premiului Nobel
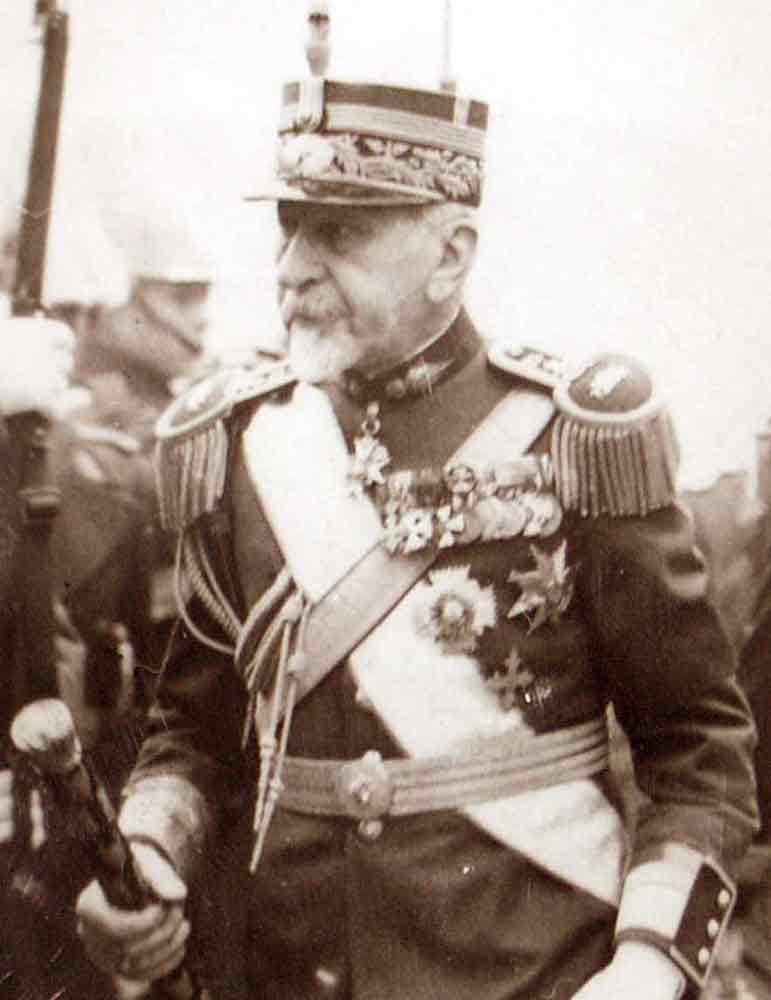
Constantin Prezan, mareșal român, erou al Primului Război Mondial

- 7 ianuarie: Nikola Tesla, 86 ani, inventator și fizician american de origine sârbă (n. 1856)
- 20 ianuarie: Akira Matsunaga, 28 ani, fotbalist japonez (n. 1914)
- 20 ianuarie: Pericle Papahagi, 70 ani, lingvist, filolog și folclorist român de etnie aromână (n. 1872)
- 22 ianuarie: Gyula Peidl, 69 ani, politician maghiar (n. 1873)
- 23 ianuarie: Ion Ignatiuc, 49 ani, politician român (n. 1893)
- 26 ianuarie: Nikolai Vavilov, 55 ani, genetician, selecționar și botanist rus (n. 1887)
- 30 ianuarie: Attila Petschauer, 39 ani, scrimer maghiar (n. 1904)
- 12 februarie: Dumitru Nanu, 69 ani, poet, traducător român (n. 1873)
- 14 februarie: David Hilbert, 81 ani, matematician german (n. 1862)
- 18 februarie: Emanoil Catelly, 60 ani, politician român (n. 1883)
- 22 februarie: Sophie Scholl (Sophia Magdalena Scholl), 21 ani, luptătoare germană în timpul regimului nazist, membră al grupului de rezistență Trandafirul Alb (n. 1921)
- 2 martie: Gisela Januszewska, 76 ani, medic austriac (n. 1867)
- 2 martie: Albin Michel, 69 ani, editor francez (n. 1873)
- 3 martie: Henri Focillon, 61 ani, istoric al artei, francez (n. 1881)
- 28 martie: Serghei Rahmaninov, 69 ani, compozitor, pianist rus (n. 1873)
- 3 aprilie: Conrad Veidt (Hans Walter Conrad Veidt), 50 ani, actor german (n. 1893)
- 5 aprilie: Tony Bulandra, 62 ani, actor român (n. 1881)
- 18 aprilie: Isoroku Yamamoto, 59 ani, ofițer japonez (n. 1884)
- 9 mai: Ioan N. Pălăghiță, 44 ani, ofițer român (n. 1899)
- 15 mai: Ralph Erwin, 46 ani, compozitor austriac (n. 1896)
- 21 mai: Ioan Folea, 56 ani, avocat român (n. 1887)
- 1 iunie: Leslie Howard, 50 ani, actor britanic (n. 1893)
- 6 iunie: Guido Fubini, 64 ani, matematician italian (n. 1879)
- 8 iulie: Guillermo Valencia (Guillermo Valencia Castillo), 69 ani, poet columbian (n. 1873)
- 13 iulie: Kurt Huber, 49 ani, profesor german, disident antinazist (n. 1893)
- 16 iulie: Eugen Lovinescu, 62 ani, critic și istoric literar, teoretician al literaturii și sociolog al culturii, memorialist, dramaturg, romancier și nuvelist român (n. 1881)
- 28 iulie: Albert Preziosi, 28 ani, aviator francez (n. 1915)
- 1 august: Horia Creangă, 51 ani, arhitect român (n. 1892)
- 1 august: Marin Ghica, 34 ani, pilot român de aviație, as al Aviației Române în cel de-al Doilea Război Mondial (n. 1908)
- 8 august: Haig Acterian (n. Haig Garabet Acterian), 39 ani, poet, scriitor, regizor și om de teatru român de etnie armeană (n. 1904)
- 21 august: Henrik Pontoppidan, 86 ani, scriitor danez, laureat al Premiului Nobel (1917), (n. 1857)
- 24 august: Simone Weil, 34 ani, scriitoare franceză (n. 1909)
- 27 august: Constantin Prezan, 82 ani, mareșal român, erou al Primului Război Mondial (n. 1861)
- 11 septembrie: Andreas Latzko (n. Latzko Adolf), 67 ani, scriitor austriac (n. 1876)
- 17 septembrie: Dionisie Erhan (n. Dimitrie Erhan), 75 ani, episcopul Cetății-Albe-Ismail (n. 1868)
- 30 septembrie: Franz Oppenheimer, 79 ani, sociolog și economist german (n. 1864)
- 9 octombrie: Pieter Zeeman, 78 ani, fizician din Țările de Jos (n. 1865)
- 10 octombrie: Sever Zotta, 69 ani, arhivar, genealogist, istoric și publicist român (n. 1874)
- 12 octombrie: Willi Graf, 25 ani, medic militar și luptător german, membru al grupului de rezistență „Trandafirul Alb” (n. 1918)
- 12 octombrie: Aniela Krzywoń, 18 ani, femeie soldat poloneză (n. 1925)
- 14 octombrie: Saul Cernihovski, 68 ani, poet rus (n. 1875)
- 24 octombrie: Hector de Saint-Denys Garneau, 31 ani, poet canadian (n. 1912)
- 4 noiembrie: James P. Hogan, 53 ani, regizor american (n. 1890)
- 10 noiembrie: Johannes Prassek, 32 ani, preot catolic, unul din cei patru membri ai grupului Martirii din Lübeck (n. 1911)
- 11 noiembrie: André Pirro, 74 ani, muzician francez (n. 1869)
- 13 noiembrie: Maurice Denis, 73 ani, pictor francez (n. 1870)
- 14 noiembrie: Gurie Grosu, 66 ani, mitropolit din R. Moldova (n. 1877)
- 16 noiembrie: Petea Vâlcov (Petre Vâlcov), 33 ani, fotbalist român de origine rusă (n. 1910)
- 30 noiembrie: Etty Hillesum (Esther Hillesum), 29 ani, scriitoare evreică de origine neerlandeză (n. 1914)
- 16 decembrie: Nicolae Ghica-Budești, 73 ani, arhitect român (n. 1869)

## Premii Nobel
- Fizică: Otto Stern (Germania)
- Chimie: George de Hevesy (Suedia)
- Medicină: Henrik Carl Peter Dam (Danemarca), Edward Adelbert Doisy (SUA)
- Literatură: O treime din premiul in bani a fost alocat Fondului Principal, iar celelalte două treimi au fost alocate Fondului Special aferent acestei categorii
- Pace: O treime din premiul in bani a fost alocat Fondului Principal, iar celelalte două treimi au fost alocate Fondului Special aferent acestei categorii